# Betsy Ross
Elizabeth Griscom “Betsy” Ross ou Betsy Ross (Filadélfia, 1 de janeiro de 1752 – Filadélfia, 30 de janeiro de 1836) née Griscom, foi uma norte-americana a quem se julga ter elaborado a primeira bandeira do seu país.

## Infância e família
Nasceu no 1º de janeiro de 1752, filha de Samuel Griscom (1717–93) e Rebecca James Griscom (1721–93), em Filadélfia, Pensilvânia. Betsy era a oitava dos dezessete filhos do casal, dos quais nove morreram ainda na infância. Uma irmã, Sarah (1745–47), e um irmão, William (1748–49), morreram antes do nascimento de Elizabeth (outra irmã, Sarah Griscom Donaldson (1749–85), recebeu o nome daquela, que já havia falecido). Betsy tinha apenas cinco anos quando sua irmã Martha (1754–57) morreu, e outra irmã, Ann (1757–59), apenas viveu até os dois anos. Ambos os irmãos Samuel I (1753–56) e Samuel II (1758–61) morreram aos três anos de idade. Dois outros, gêmeos, Joseph (1759–62) e Abigail (1759–62), morreram em uma das frequentes epidemias de varíola no outono de 1762. Ela cresceu num agregado familiar onde o vestido simples (plain dress) e a disciplina rígida do quakerismo dominava. Aprendeu a costurar de sua tia-avó Sarah Elizabeth Ann Griscom. Seu bisavô, Andrew Griscom, membro dos Quakers e carpinteiro, emigrou em 1680 da Inglaterra.

## Galeria

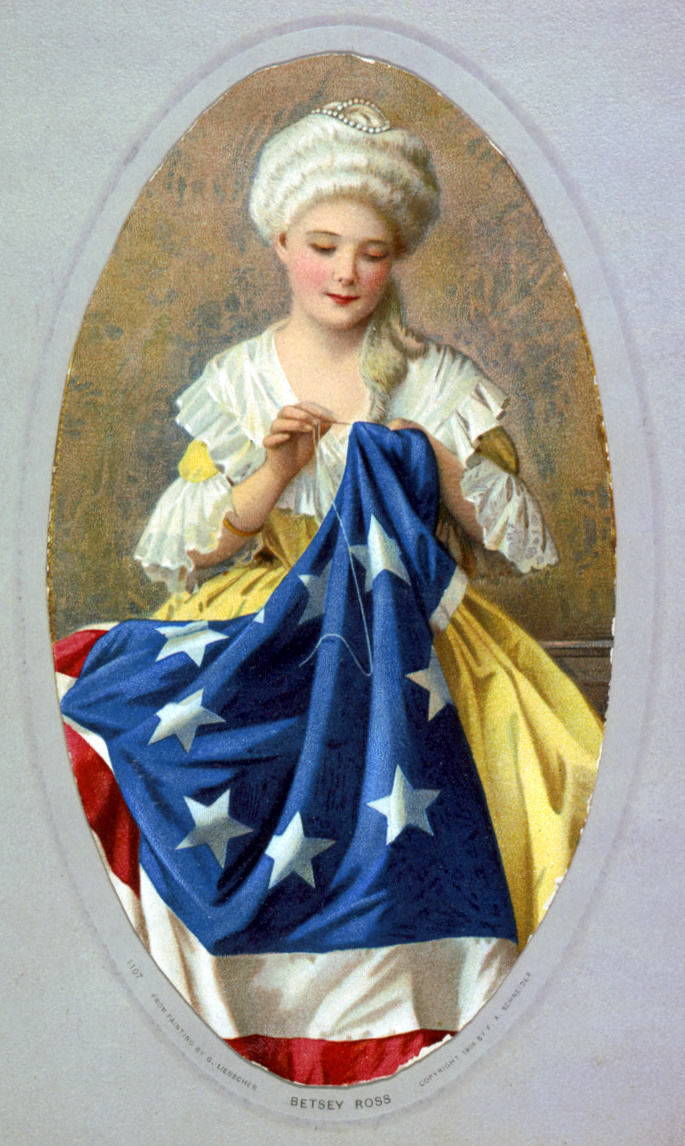
Retratada em 1908
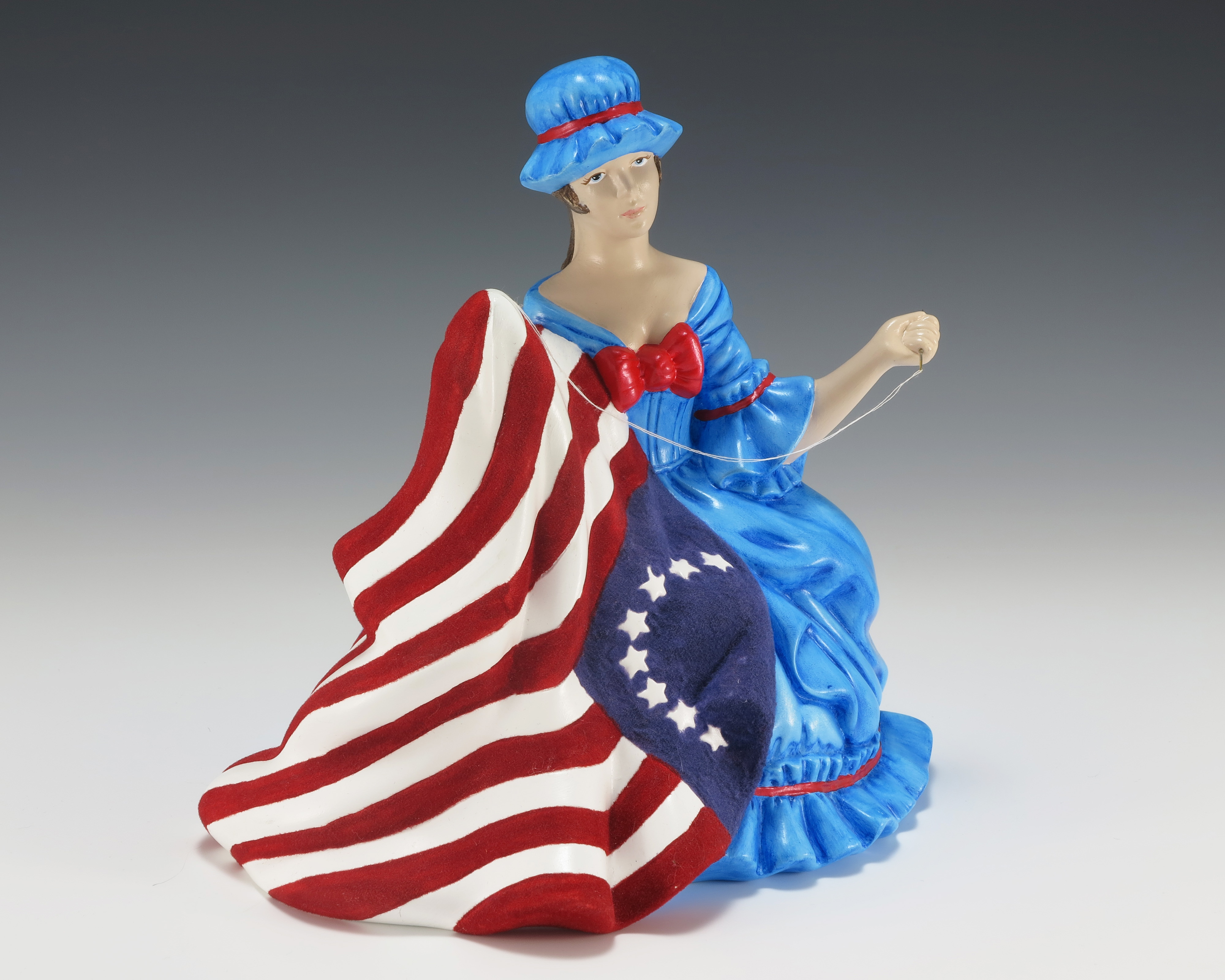
Betsy Ross em escultura de porcelana no acervo da Biblioteca Presidencial Gerald Ford
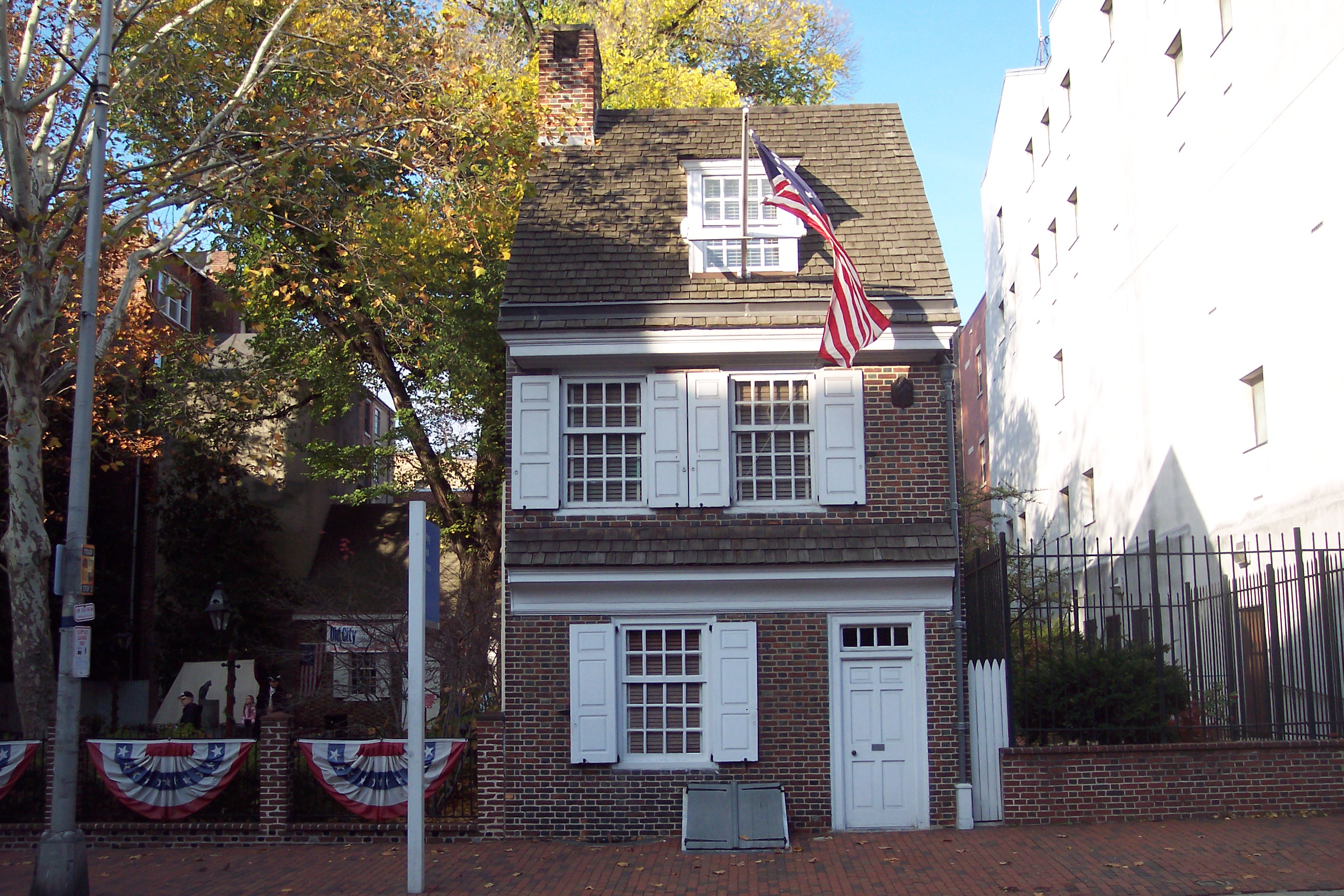
Casa de Betsy Ross na Philadelphia.
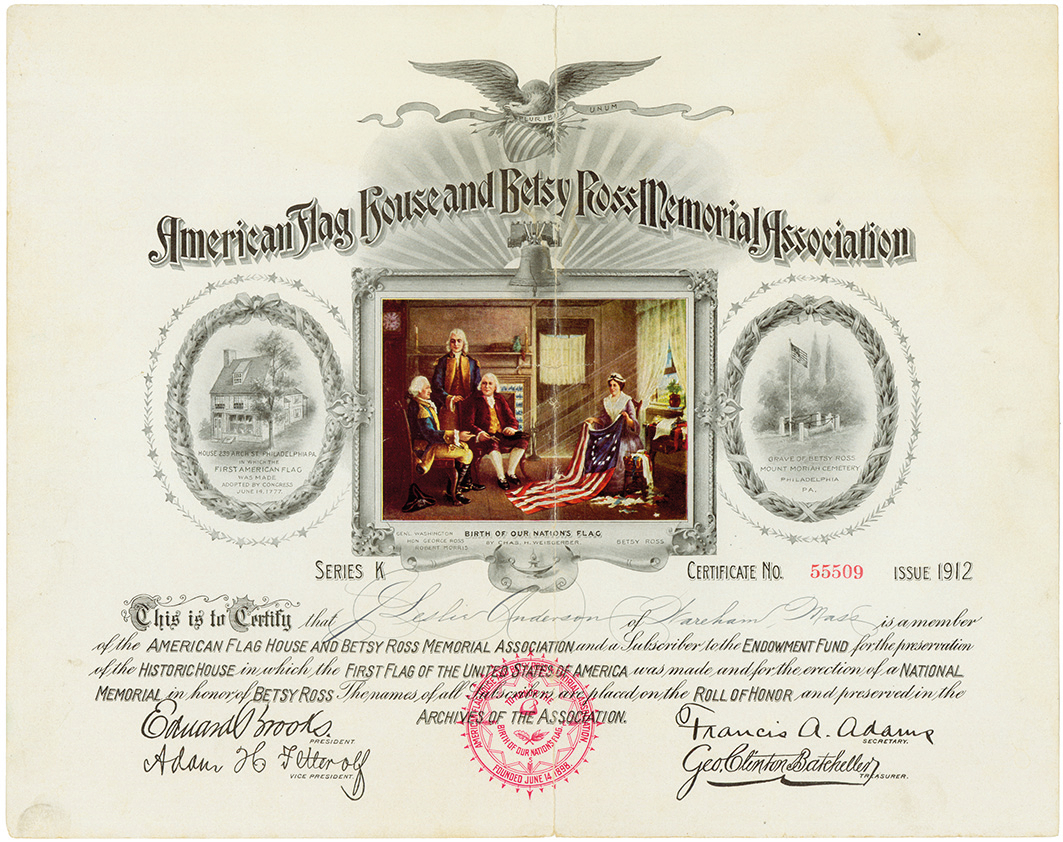
Estampa de certificado em 1912.